# Aelurillus ater
Aelurillus ater är en spindelart som först beskrevs av Kroneberg 1875.  Aelurillus ater ingår i släktet Aelurillus och familjen hoppspindlar. Inga underarter finns listade i Catalogue of Life.